# Dennis Daugaard
Dennis Daugaard, född 11 juni 1953 i Garretson, South Dakota, är en amerikansk republikansk politiker. Han var guvernör i delstaten South Dakota från januari 2011 till januari 2019.
Daugaard blev invald i delstatens senat år 1996 och tjänstgjorde som delstatens viceguvernör 2003–2011. Han fick starkt stöd från den avgående guvernören Mike Rounds i guvernörsvalet 2010 speciellt i säkrandet av partiets nominering, alltsedan de efter valet 2006 började planera för nästa val. Efter Daugaards seger i republikanernas primärval nedtonades Rounds roll i bakgrunden men både Daugaard och Rounds bekräftade att det fanns tv-reklam med den sittande guvernören som skulle ha tagits i bruk vid behov.
Daugaard efterträdde Rounds som guvernör den 8 januari 2011. I sitt installationstal anmärkte han att hans farföräldrar Martin och Margaret anlände år 1911 till South Dakota från Danmark. Som guvernör lovade han att följa sådana värden som självtillräcklighet, hårt arbete, uthållighet och sparsamhet, vilka han sade sig ha ärvt från föräldrarna och deras föräldrar. Speciellt betonade Daugaard vikten av budgetdisciplin.
Daugaard är den första guvernören i USA att vara barn av döva föräldrar. När Dennis Daugaard växte upp, använde hans familj amerikanskt teckenspråk som deras primära språk.

## Allmän åsikt
Enligt en Morning Consult-opinionsundersökning genomförd från maj till september 2016, var Daugaard den mest populära guvernören i landet, med ett godkänt betyg på 74 procent statsomfattande. När betyg publicerades i juli 2018, var han 5:e mest populära guvernören, med ett godkänt betyg på 61 procent.